# Specialized
Specialized Bicycle Components, Inc. er en amerikansk cykelproducent, grundlagt i 1974 af cykelentusiasten Mike Sinyard i Morgan Hill, Californien.

## Historie
Sinyard begyndte i 1974 at importere italienske cykeldele, som var svære at finde i USA. I 1976 begyndte firmaet selv at fremstille dele, da man introducerede et dæk. De første to egen producerede cykelmodeller kom på markedet i 1981.

## Sponsorater
Mange professionelle cykelryttere har gennem årene benyttet cykler fra Specialized. I 2016 blev UCI World Tour-holdene Etixx-Quick Step, Astana Pro Team og Tinkoff sponsoreret af Specialized.